# Larga cambiada

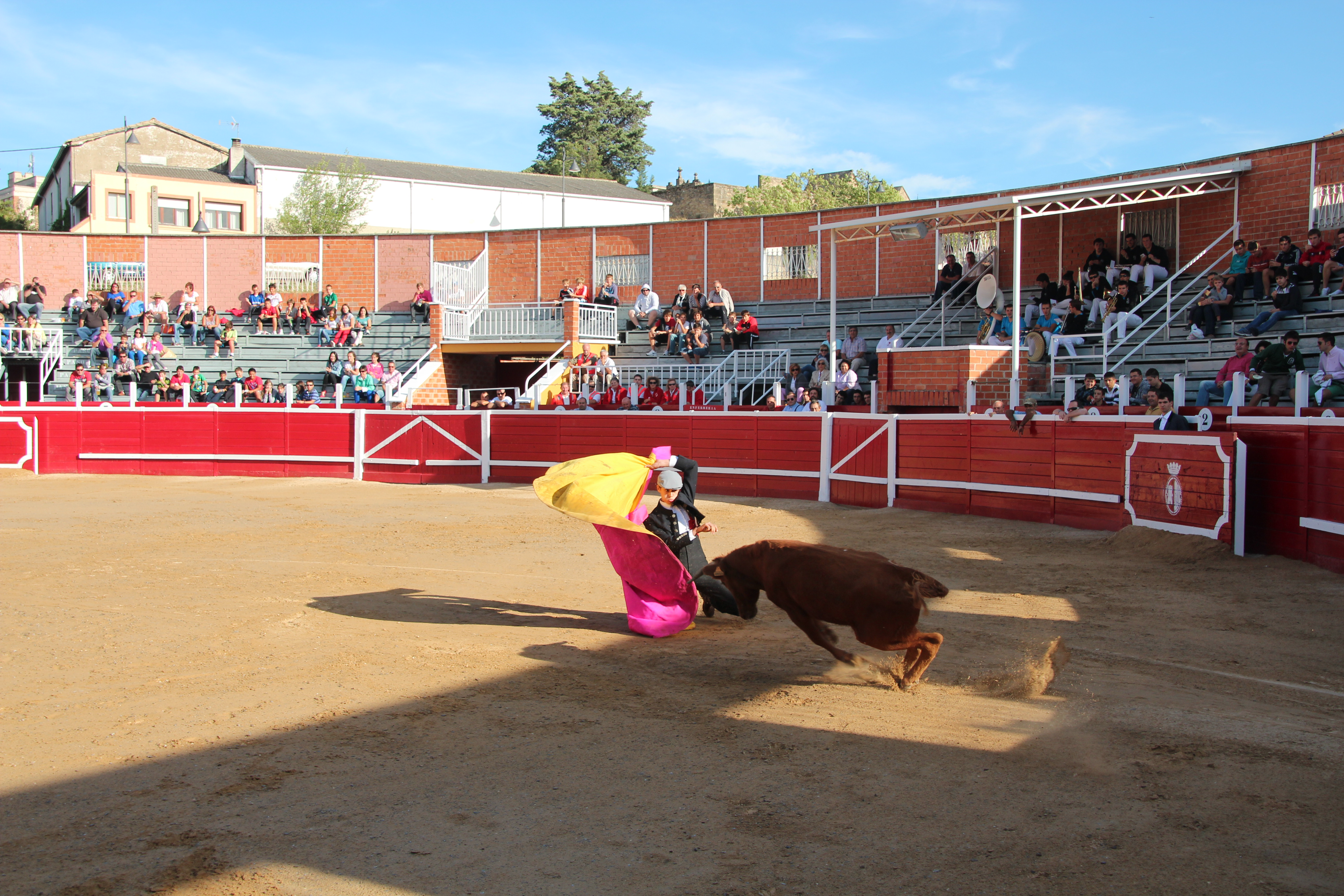

El toreo de capote tiene en la larga cambiada uno de sus recursos más antiguos y, al mismo tiempo, más usados en la actualidad. Si bien la explicación de su ejecución es bastante sencilla, las distintas variables a las que es sometida esta suerte la dotan de mayor o menor dificultad y espectacularidad. En su esencia más básica, el nombre de la suerte se explica en sí mismo, pues consiste en que el torero cita al toro, de frente, con el capote por un pitón y, sujetando el percal con la mano correspondiente al pitón por el que ha citado y soltando (largando, como decían antiguamente) la otra mano, resuelve la embestida por el pitón contrario del toro, cambiando su viaje y desplegando el capote en toda su extensión por arriba de la cabeza o alrededor de la cintura.

Este lance tiene tantos apellidos como variables, es decir, puede ser larga cambiada de pie, de rodillas, desde la silla, a porta gayola, en el tercio e, incluso, hasta tumbado en la arena, como llegó a realizarla el diestro Jaime Ostos cuando, en una ocasión, derribado por el toro y como recurso, se quitó él mismo la inminente cornada en el suelo ejecutando este lance.

Si bien, desde tiempos anteriores este lance ha servido para recoger las primeras embestidas de los toros, usualmente de pie, también ha sido usado para rematar las series y dejar al toro en la jurisdicción del caballo de picar. Pero, actualmente, es frecuente su uso para llamar la atención del público y evidenciar la entrega del torero, por lo que suele realizarse de rodillas y a porta gayola, algunas veces hilando hasta dos y más largas cambiadas consecutivas como alarde de valor, pues no son pocos los toreros que han resultado heridos realizando el lance. Recordado es, por ejemplo, el dramático percance de Franco Cardeño el 8 de abril de 1997 en Sevilla.

No se reconoce a ninguno de sus más primigenios ejecutores como inventor del lance, pues las largas, suertes en las que el capote se maneja con una única mano, se usan desde los propios comienzos del toreo a pie, aunque su más pura concepción era la “larga natural”, embarcando la embestida de toro por el mismo pitón de la mano con la que se sujeta el capote.

Hay toreros como Manuel Escribano o Gómez del Pilar, que realizan la larga cambiada con una altísima frecuencia en sus actuaciones, igual que en su momento lo hicieron Pepín Liria o Juan José Padilla, mientras que hay otros como Morante de la Puebla, en los que esta suerte no es usual en su repertorio, o como Curro Romero, que probablemente jamás la haya ejecutado.

Por otra parte, la frecuencia con la que este lance es ejecutado y nombrado la llevado a que la sociedad española use la expresión “larga cambiada”, en sus términos coloquiales, para indicar que alguien elude a otra persona o algo en lo que se le pretende involucrar.